# Patrick Nève
 (mars 2016).
Si vous disposez d'ouvrages ou d'articles de référence ou si vous connaissez des sites web de qualité traitant du thème abordé ici, merci de compléter l'article en donnant les références utiles à sa vérifiabilité et en les liant à la section « Notes et références ».
Pas d'image ? Cliquez ici
Patrick Nève, né le 13 octobre 1949 à Liège et mort le 12 mars 2017 à Grez-Doiceau, est un pilote automobile belge de Formule 1 et d'endurance.

## Biographie
Patrick Nève participe à 14 Grands Prix de Formule 1, débutant le 16 mai 1976 au Grand Prix de Belgique. Il n'a jamais marqué de points au Championnat du Monde des pilotes.
Après quelques succès en Formule Ford et en Formule 3, Nève est invité à effectuer un test par l'écurie RAM Racing, pilotant une Brabham, ce qui lui permet de courir hors-championnat du monde, ainsi que le Grand Prix de Belgique 1976. Après un passage éclair chez Ensign avec qui il participe au Grand Prix de France, il signe, en 1977, avec l'écurie Frank Williams et pilote une March avec laquelle il obtient quelques résultats. Sans volant pour 1978, il s'inscrit à son Grand Prix national au volant d'une March 781S privée mais ne réussit pas à se qualifier.
Tirant un trait sur la Formule 1, Patrick Nève redescend en Formule 2 puis se lance dans les courses de voitures de tourisme.
Il participe à trois éditions des 24 heures du Mans, en 1980 et 1982 comme pilote, en 1994 comme team manager.

## Résultats en championnat du monde de Formule 1
| Saison | Écurie                          | Châssis            | Moteur      | Pneus    | GP disputés | Points inscrits | Classement |
| ------ | ------------------------------- | ------------------ | ----------- | -------- | ----------- | --------------- | ---------- |
| 1976   | RAM Racing Team Ensign          | Brabham BT44B N176 | Cosworth V8 | Goodyear | 2           | 0               | n. c.      |
| 1977   | Williams Grand Prix Engineering | March 761          | Cosworth V8 | Goodyear | 8           | 0               | n. c.      |

## Résultats aux 24 heures du Mans
| Année | Équipe                         | Voiture   | Équipiers                      | Résultat |
| ----- | ------------------------------ | --------- | ------------------------------ | -------- |
| 1980  | March Racing                   | BMW M1    | Manfred Winkelhock Mike Korten | Abandon  |
| 1982  | March Racing with Garvin Brown | March 82G | Eje Elgh Jeff Wood             | Abandon  |